# Bystrzyk (dopływ Kwisy)
Bystrzyk (niem. Getheil Floss, Klein Seifen) – potok górski w południowo-zachodniej Polsce, w woj. dolnośląskim, w Górach Izerskich, prawy dopływ Kwisy, długość 2,1 km, źródła na wysokości ok. 800 m n.p.m., ujście – ok. 516 m n.p.m..

## Opis
Wypływa z południowych zboczy Kamienickiego Grzbietu Gór Izerskich, z południowo-zachodnich zboczy Wysokiej. Płynie stromą dolinką wciętą w zbocza Kamienickiego Grzbietu ku południowemu zachodowi, zbierając kilka drobnych, bezimiennych dopływów. Uchodzi do Kwisy w górnej części Świeradowa.